# Czarnogóra na Letnich Igrzyskach Paraolimpijskich 2012
Czarnogóra na Letnich Igrzyskach Paraolimpijskich 2012 w Londynie reprezentowała 1 zawodniczka w 1 konkurencji. 
Dla reprezentacji Czarnogóry był to trzeci start w igrzyskach paraolimpijskich (poprzednio w 2004 i 2008). Dotychczas żaden zawodnik nie zdobył paraolimpijskiego medalu.

## Kadra

### Lekkoatletyka
| Zawodnik           | Konkurencja        | Odległość | Pozycja |
| ------------------ | ------------------ | --------- | ------- |
| Marijana Goranović | pchnięcie kulą F40 | 6.35      | 7       |